# Harlequin (album)
A Harlequin Lady Gaga amerikai énekesnő albuma, amely 2024. szeptember 27-én jelent meg az Interscope Records gondozásában. A lemezt a Joker: Kétszemélyes téboly (2024) című zenés thriller ihlette, melyben Gaga Harley Quinn karakterét alakítja.
Gaga elmondta, hogy a Harlequin a film „kísérőalbumaként” szolgál, míg egyes kiadványok filmzenei albumként emlegették, a film egy héttel később megjelent hivatalos soundtrackje mellett. Tematikailag azonban a kritikusok a Harlequin-t Harley Quinnről szóló konceptalbumként jellemezték, amely a főgonoszt Gaga szemszögéből ábrázolja. Az album a hivatalos soundtracken szereplő amerikai dzsessz-sztenderdek feldolgozásaiból, valamint Gaga két saját dalából áll, ezzel is bővítve a dzsesz felé tett kitérőjét Tony Bennett amerikai énekessel közös albumai – a Cheek to Cheek (2015) és a Love for Sale (2021) – után. Gaga a Harlequin-t „vintage pop” albumként jellemezte.
Megjelenésekor a Harlequin többnyire pozitív kritikákat kapott a kritikusoktól, akik dicsérték Gaga Harley Quinn és a Nagy Amerikai Daloskönyv együttes értelmezését, de úgy érezték, hogy az album kevésbé kreatív a Bennett-tel közös munkáihoz képest. Kereskedelmi szempontból a Harlequin Ausztriában, Svájcban és az Egyesült Államokban a Top 20-ban, Ausztráliában és Új-Zélandon pedig a Top 40-ben végzett. Az amerikai Jazz Albums listán azonban listavezető pozícióba került; ez volt Gaga harmadik első helyezett albuma a listán.

## Kidolgozás
A The Chromatica Ball (2022) turné után Gaga visszavonult a közösségi médiától és a promóciós tevékenységektől, és a Joker: Kétszemélyes téboly (2024) című amerikai zenés thrillerfilmben Harleen „Lee” Quinzel / Harley Quinn szerepének megformálására készült. Egy 2023. június 16-án készült hosszú Instagram-posztban Gaga számolt be arról, hogy az egyedül töltött idő „gyógyulással” telt, miközben a Gaga Chromatica Ball (2024) című koncertfilmjének vágásán dolgozott, forgatta a Joker: Kétszemélyes tébolyt, és zenét készített egy „különleges projekthez”. Az év hátralévő részében és 2024-ben is időnként a közösségi médián keresztül sejtette a rajongóival a közelgő zenék bemutatását, megosztva fotókat a stúdiókból, ahol dolgozott, és betekintést nyújtva a folyamatokba.
A film 2024. szeptember 25-i londoni premierjén Gaga így beszélt az album inspirációjáról: „Amikor végeztünk a filmmel, én még nem végeztem vele. Ezért elkészítettem a Harlequint”. Azt is elmondta, hogy „egy összetett nőre utal, aki az akar lenni, aki éppen lenni akar”.
A Harlequin volt Gaga első önálló dzsesszlemeze. A Rolling Stone-nak adott interjújában hangsúlyozta, hogy ez nem szomorú élmény volt, sőt végig érezte Bennett jelenlétét. Gaga a művészi döntéseire is reflektált: „Vicces módon, ha egy olyan lemezen, amit Tonyval készítettem évekkel ezelőtt, rock & roll akkordokat tettem volna a produkció alá, nem tudom, hogy ő mit szólt volna hozzá. Tony nem szerette a rock & rollt. De azt mondta volna: »Hű, ez elképesztő. Ő volt az a valaki, aki szerette, hogy mennyire kockázatvállaló és más vagyok, és én mindig is úgy gondoltam, hogy ez nagyon klassz.«”

## Zene és dalszöveg
Gaga az Associated Press-nek adott interjújában elmondta, hogy az album a filmből származó zenékből, valamint a filmhez írt eredeti darabokból és egy, az albumhoz készített eredeti szerzeményből, a Happy Mistake című dalból áll. Az album tizenhárom számából mindegyik feldolgozás, kivéve egy pár eredeti számot, a Folie à Deux-t és a Happy Mistake-et. Az Entertainment Weekly-nek adott interjújában az énekesnő elmagyarázta az utóbbi dal jelentését:

„Az egész karrierem során egy szórakozott lányt játszottam, ami egy módja volt annak, hogy elszakadjak az igazi énemtől, de ez mind én vagyok. Alapvetően ez a dal azt mondja, hogy ha valaha is örömöt vagy boldogságot találnék az életemben, az valószínűleg balesetnek tűnne. Az életem során sokáig egy olyan úton jártam, ami eléggé hiábavaló volt, mert annyira elszakadtam a valóságtól. Az elkötelezett rajongóim tudják ezt rólam, hogy a személyiség eljátszásának ára volt, és ennek ára van Lee és a Joker iránti szeretete számára is. Ezen a lemezen határozottan van egy módja annak, hogy ezzel foglalkozzak.”

## Kiadás és népszerűsítés
Gaga 2024. szeptember 20-án posztolt egy képet, amely egy „szemcsés” vörös hátteret tartalmazott fehér szöveggel, amelyen az állt, hogy „I’m ready for my interview” („Készen állok az interjúmra”). Később további négy „rejtélyes” képet töltött fel az Instagramon keresztül, amelyek közül három hangot tartalmazott, és sok rajongó úgy vélte, hogy a hetedik stúdióalbumáról van szó, vagy a Joker: Kétszemélyes tébolyhoz kapcsolódik. Ezt követően az Egyesült Államok több városában is különféle óriásplakátok jelentek meg az „LG6.5” felirattal, ami egy átmenetet sejtet Gaga hatodik stúdióalbuma, a Chromatica (2020) és a közelgő hetedik stúdióalbuma között.
Az énekesnő 2024. szeptember 24-én elárulta, hogy az album címe Harlequin lesz, a borítót pedig az Instagramon keresztül osztotta meg. Ugyanebben a bejegyzésben a Joker: Kétszemélyes téboly „kísérőalbumaként” emlegette a projektet, és belinkelte, hogy a webáruházában előrendelhető az album CD, bakelit és digitális formátuma. Másnap Gaga ismét az Instagramot használta, hogy bejelentse, az album népszerűsítésére együttműködik a Louvre Múzeummal. A poszt egy 80 másodperces előzetest tartalmazott a The Joker című dalból, amelyhez egy kísérő vizuális anyag készült, melyben Gaga a múzeumot fedezi fel éjszaka. A klip vége felé piros rúzzsal egy Joker-ihlette mosolyt rajzol a Mona Lisára. A klip a közelgő „Figures Du Fou” kiállítást is népszerűsíti, amely 2024. október 16-án nyílik meg a Louvre-ban. A film londoni premierje után Gaga egy „titkos”, meghitt zenehallgatási partit rendezett, ahol rajongói meghallgathatták a filmzenei albumot. 2024. október 1-jén Gaga előadta a Happy Mistake című dalt a Jimmy Kimmel Live! című műsorban.

## Borító
Az album standard borítóján Gaga egy zuhanyzóban áll, narancssárga hajjal, fehér ruhában, nyakában egy mentőmellénnyel. A kizárólag Gaga webáruházában kapható exkluzív bakelitlemezhez használt alternatív borító egy rendetlen hálószobában mutatja őt az ágyon fekve, a plafont nézve. Ismét narancssárga hajat visel, miközben a felvételen jelen lévő tárgyak karrierjének korábbi pillanataira – többek között a Tony Bennettel való együttműködésére és a Joanne World Tourra (2017–2018) koncertkörútjára – utalnak. Az album hátsó borítóján egy rendetlen hálószobát ábrázoló fotó látható, a falon Jan Matejko lengyel festő Stańczyk (1862) című festménye lóg.

## A kritikusok értékelései
A Sputnikmusic recenziójában Dakota Foss megjegyezte, hogy a Harlequin „szvinges és jazzes feldolgozásokat” és eredeti dalokat vegyít gátlástalan szórakozással. A kritika kiemeli, hogy Gaga visszatért vibráló, színpadias gyökereihez, kiemelkedő pillanatokkal, amelyek megmutatják tehetségét és képességét a magával ragadásra, és arra a következtetésre jutott, hogy ez egy merész és élvezetes nyilatkozata a feltámadásának. Mary Siroky a Consequence-től szintén kiemelte Gaga teátrális megközelítését és énekesi képességeit. Azt írta, hogy „érdekes és stilisztikailag kiváló”, a feldolgozások pedig „megmutatják, hogy milyen tisztelettel és gondossággal bánik ezekkel a sztenderdekkel”, és „a változtatásokat, amelyeket eszközöl, és a szöveges kiegészítéseket, amelyeket hozzáad, játékosnak, nem pedig komolytalannak érzi”. Rob Sheffield a Rolling Stone-tól pozitív kritikában úgy találta, hogy a Happy Mistake az album „legjobb pillanata”, és hogy Gaga „a vintage pop összes ilyen ereklyéjét arra használja, hogy folytassa azt a történetet, amit egész karrierje során mesélt”. Robin Murray a Clash-től „egyedülállónak, szórakoztatónak és rendkívül jól sikerültnek” találta, miközben Gagát „a modern kor 360-művészének” nevezte. Sal Cinquemani a Slant Magazine-tól úgy látta, hogy „az album lehetőséget ad az énekesnőből lett színésznőnek, hogy megmutassa vokális képességeit”.
Neil McCormick, a Daily Telegraph munkatársa úgy találta, hogy a Harlequin „szinte ugyanolyan”, mint amit Gaga Tony Bennett-tel csinált, ugyanakkor azt mondta, hogy „abszolút megvan benne a kellő bátorság ahhoz, hogy rányomja a bélyegét a saját személyiségével”. Michael Cragg a The Guardiantól úgy látja, hogy az album inkább hasonlít a két „dzsessz-sztenderd” kollaboratív albumához, a Cheek to Cheek (2014) és a Love for Sale (2021) című albumokhoz, mint a „cyberpunk befolyásolta elektropop” Chromatica (2020) című albumához. Úgy érezte, mintha Gaga Jazz & Piano koncertrezidenciája „változott volna albummá”. Cragg azt is hozzátette, hogy Gaga sok rajongója örülni fog „a makulátlanul feldolgozott dzsessz-sztenderdeknek”, és leírta, hogy a művésznő „teljesen elkötelezettnek, boldognak és teljesen elemében lévőnek hangzik, ahogy Harley Quinn különböző hangulatai között ugrándozik”. Helen Brown a The Independent-től az ötből három pontot adott, mondván, hogy az albumon kidolgozott előadások vannak, de hiányzik belőle az érzelmi mélység és a tematikus kohézió Harley Quinn őrületébe.

## Kereskedelmi teljesítmény
A Harlequin a 2024. október 12-ei héten az amerikai Billboard 200-as listán a 20. helyen debütált, a nyitóhéten 25 ezer példánnyal. A Billboard Jazz Albums és a Billboard Traditional Jazz Albums listáján az első helyen nyitott. Ez volt Gaga harmadik első helyezése mindkét listán. A Harlequin volt a legnagyobb debütáló hetet elért jazzalbum darabszám alapján, Lady Gaga saját Love for Sale című albuma óta, amely 41 000 egységgel debütált a nyitóhéten 2021 októberében.

## Az album dalai
| Harlequin standard kiadás | Harlequin standard kiadás      | Harlequin standard kiadás                                         | Harlequin standard kiadás       | Harlequin standard kiadás | Harlequin standard kiadás | Harlequin standard kiadás | Harlequin standard kiadás | Harlequin standard kiadás | Harlequin standard kiadás |
|                           | Cím                            | Szerző(k)                                                         | Producer(ek)                    | Hossz                     |                           |                           |                           |                           |                           |
| ------------------------- | ------------------------------ | ----------------------------------------------------------------- | ------------------------------- | ------------------------- | ------------------------- | ------------------------- | ------------------------- | ------------------------- | ------------------------- |
| 1.                        | Good Morning                   | Nacio Herb Brown Arthur Freed Stefani Germanotta Michael Polansky | Lady Gaga Benjamin Rice         | 2:47                      |                           |                           |                           |                           |                           |
| 2.                        | Get Happy (2024)               | Harold Arlen Ted Koehler Germanotta Polansky                      | Gaga Rice                       | 3:12                      |                           |                           |                           |                           |                           |
| 3.                        | Oh, When the Saints            | Traditional Germanotta Polansky                                   | Gaga Rice                       | 3:43                      |                           |                           |                           |                           |                           |
| 4.                        | World on a String              | Arlen Koehler                                                     | Gaga Rice                       | 2:37                      |                           |                           |                           |                           |                           |
| 5.                        | If My Friends Could See Me Now | Cy Coleman Dorothy Fields Germanotta Polansky                     | Gaga Rice                       | 2:44                      |                           |                           |                           |                           |                           |
| 6.                        | That’s Entertainment           | Arthur Schwartz                                                   | Gaga Rice                       | 4:10                      |                           |                           |                           |                           |                           |
| 7.                        | Smile                          | Charlie Chaplin John Turner Geoffrey Parsons                      | Gaga Rice                       | 3:42                      |                           |                           |                           |                           |                           |
| 8.                        | The Joker                      | Leslie Bricusse Anthony Newley                                    | Gaga Rice                       | 2:52                      |                           |                           |                           |                           |                           |
| 9.                        | Folie à Deux                   | Germanotta                                                        | Gaga Rice                       | 3:00                      |                           |                           |                           |                           |                           |
| 10.                       | Gonna Build a Mountain         | Bricusse Newley                                                   | Gaga Rice                       | 2:52                      |                           |                           |                           |                           |                           |
| 11.                       | Close to You                   | Burt Bacharach Hal David                                          | Gaga Rice                       | 2:44                      |                           |                           |                           |                           |                           |
| 12.                       | Happy Mistake                  | Germanotta Michael Tucker                                         | Gaga BloodPop Rice              | 4:08                      |                           |                           |                           |                           |                           |
| 13.                       | That’s Life                    | Dean Kay Kelly Gordon                                             | Gaga David Campbell Jason Ruder | 3:04                      |                           |                           |                           |                           |                           |
| 41:27                     |                                |                                                                   |                                 |                           |                           |                           |                           |                           |                           |

## Közreműködők
Közreműködők listája az albumfüzet alapján. Zárójelben a dal sorszáma látható a fenti dallista szerint.
Zenészek
- Lady Gaga – vokál
- Tim Stewart – gitár (1–8, 10–12)
- Steve Kortyka – szaxofon (1–7, 9, 10), háttérének (1); karmester, zongora (2, 11)
- Daniel Foose – basszusgitár (1–5, 7–12), háttérének (1), nagybőgő (6)
- Alex Smith – zongora (1, 5, 6, 9), háttérének (1), orgona (2–5, 10–13), Wurlitzer (4, 5)
- Donald Barrett – dobok (1–3, 5–7, 9–11, 13), háttérének (1)
- Brian Newman – trombita (1–3, 5–7, 9–11, 13), háttérének (1)
- Ashley Wigginton – kiegészítő vokál ( 1)
- Seth Fetzer – kiegészítő vokál ( 1)
- Tim Brooks – kiegészítő vokál ( 1)
- Tyler Wigginton – kiegészítő vokál ( 1)
- Adrienne Woods – cselló (2, 6, 9, 11)
- Moonlight Tran – cselló (2, 6, 9, 11)
- Adam Schroeder – szaxofon (2, 6, 11), basszusklarinét (9)
- Erick Tewalt – szaxofon (2, 6, 11), klarinét (9)
- Rick Keller – szaxofon (2, 6, 11), klarinét (9)
- Rob Mader – szaxofon (2, 6, 9, 11)
- Curt Miller – harsona (2, 6, 9, 11)
- Isrea Butler – harsona (2, 6, 9, 11)
- Kirby Galbraith – harsona (2, 6, 9, 11)
- Dan Falcone – trombita (2, 6, 9, 11)
- Gil Kaupp – trombita (2, 6, 9, 11)
- Jason Levi – trombita (2, 6, 9, 11)
- John Pollock – brácsa (2, 6, 9, 11)
- Tianna Heppner – brácsa (2, 6, 9, 11)
- Lauren Cordell – hegedű (2, 6, 9, 11)
- Mark Cargill – hegedű (2, 6, 9, 11)
- Naoko Taniguchi – hegedű (2, 6, 9, 11)
- Nicole Garcia – hegedű (2, 6, 9, 11)
- Rahmaan Phillip – hegedű (2, 6, 9, 11)
- Rebecca Sabine – hegedű (2, 6, 9, 11)
- Shigeru Logan – hegedű (2, 6, 9, 11)
- Nathan Tanouye – harsona (2, 9, 11)
- Bethany Mennemeyer – hegedű (2, 9, 11)
- Jacob Scesney – szaxofon (2, 11)
- Tom DeLibero – trombita (2, 11)
- Benjamin Rice – dobok (4, 5, 8), ütős hangszerek (4, 10, 12), gitár (12)
- Sal Lozano – szaxofon (6, 13), furulya (9)
- Rashawn Ross – trombita (6, 9)
- Michael Bearden – karmester, zongora (6)
- David Phillippus – harsona (6)
- Juliette Jones – hegedű (6)
- Brandon Lamonte Hawkins – kiegészítő vokál (9)
- Chanel White – kiegészítő vokál (9)
- Christopher Williams – kiegészítő vokál (9)
- Ciara Green – kiegészítő vokál (9)
- Darius Wright – kiegészítő vokál (9)
- Elyse Branch Clardy – kiegészítő vokál (9)
- Jadah Cheri Ellis – kiegészítő vokál (9)
- Jon Morgan – kiegészítő vokál (9)
- LaToya Walker – kiegészítő vokál (9)
- Leslie Stackhouse – kiegészítő vokál (9)
- Shyra Adamson – kiegészítő vokál (9)
- Skye Dee Miles – kiegészítő vokál (9)
- Torin Derek – kiegészítő vokál (9)
- Giovanna Clayton – cselló (13)
- Jacob Braun – cselló (13)
- David Campbell – karmester, zongora (13)
- Michael Valerio – nagybőgő (13)
- Brian Scanlon – szaxofon (13)
- Dan Higgins – szaxofon (13)
- James Mason – szaxofon (13)
- Rusty Higgins – szaxofon (13)
- Alex Iles – harsona (13)
- Andrew Martin – harsona (13)
- Craig Gosnell – harsona (13)
- Ryan Dragon – harsona (13)
- Dan Fornero – trombita (13)
- Jamie Hovorka – trombita (13)
- Rob Schaer – trombita (13)
- Wayne Bergeron – trombita (13)
- Matt Funes – brácsa (13)
- Zach Dellinger – brácsa (13)
- Ana Landaurer – hegedű (13)
- Ben Jacobson – hegedű (13)
- Charlie Bisharat – hegedű (13)
- Eun-Mee Ahn – hegedű (13)
- Kerenza Peacock – hegedű (13)
- Maya Magub – hegedű (13)
- Phillip Levy – hegedű (13)
- Songa Lee – hegedű (13)
- Tereza Stanislav – hegedű (13)
- Ashley Levin – vokál (13)
- Meloney Collins – vokál (13)
- Sara Mann – vokál (13)

Produkció
- Emily Lazar – maszterelés
- Serban Ghenea – hangkeverés
- Benjamin Rice – hangmérnök (1–12), hangszerelés (3, 5, 7, 8, 10–12)
- David Boucher – hangmérnök (1, 5–7, 11)
- Kevin Harp – hangmérnök (2–5, 7–12)
- Noah Hubbell – hangmérnök (13)
- Kaleb Rollins – hangkeverés (13)
- Paul Lamalfa – hangmérnök (13)
- Joe Dougherty – kiegészítő hangmérnöki munka
- Bryce Bordone – hangkeverő asszisztens
- Daniel "Chief" Van Billiard – hangmérnök asszisztens
- Patrick Hundley – hangmérnök asszisztens
- Bella Corich – hangmérnök asszisztens (1, 5, 7, 11)
- Miguel Lara – hangmérnök asszisztens (1, 5, 7, 11)
- Josh Connolly – hangmérnök asszisztens (6)
- Alex Smith – hangszerelés (1, 3–7, 9–12)
- Steve Kortyka – hangszerelés (2, 3, 5, 7, 10, 11)
- Lady Gaga – hangszerelés (3–5, 7, 8, 10–12)
- Daniel Foose – hangszerelés (3–5, 7, 8, 10–12)
- Michael Polansky – hangszerelés (3–5, 7, 8, 10, 11)
- Tim Stewart – hangszerelés (3–5, 7, 8, 10–12)
- Donald Barrett – hangszerelés (3, 5, 7, 10)
- Brian Newman – hangszerelés (3, 5, 7, 10)
- Danny Jonokuchi – hangszerelés (6)
- David Campbell – hangszerelés (13)

## Helyezések
| Lista (2024)                                   | Legjobb helyezés |
| ---------------------------------------------- | ---------------- |
| Ausztrália (ARIA)                              | 40               |
| Ausztria (Ö3 Austria)                          | 8                |
| Belgium (Ultratop Flanders)                    | 65               |
| Belgium (Ultratop Wallonia)                    | 20               |
| Egyesült Államok Billboard 200 (Billboard)     | 20               |
| Egyesült Államok Top Jazz Albums (Billboard)   | 1                |
| Egyesült Királyság (OCC)                       | 11               |
| Egyesült Királyság Jazz & Blues (OCC)          | 1                |
| Finnország (Suomen virallinen lista)           | 43               |
| Franciaország (SNEP)                           | 10               |
| Görögország (IFPI)                             | 41               |
| Hollandia (Album Top 100)                      | 71               |
| Horvátország Nemzetközi Albumok (HDU)          | 11               |
| Írország (IRMA)                                | 55               |
| Japán Digital Albums (Oricon)                  | 37               |
| Japán Download Albums (Billboard Japan)        | 34               |
| Kanada (Billboard)                             | 66               |
| Lengyelország Streaming (ZPAV)                 | 13               |
| Litvánia (AGATA)                               | 69               |
| Magyarország Fizikai Albumok (Mahasz)          | 8                |
| Németország (Offizielle Top 100)               | 9                |
| Olaszország (FIMI)                             | 12               |
| Portugália (AFP)                               | 14               |
| Skócia (OCC)                                   | 4                |
| Spanyolország (PROMUSICAE)                     | 5                |
| Svájc (Schweizer Hitparade)                    | 4                |
| Svédország Fizikai Albumok (Sverigetopplistan) | 17               |
| Új-Zéland (RMNZ)                               | 28               |

## Megjelenési történet
| Régió            | Dátum                | Formátum(ok)                 | Kiadó      | For.   |
| ---------------- | -------------------- | ---------------------------- | ---------- | ------ |
| Világszerte      | 2024. szeptember 27. | digitális letöltés streaming | Interscope | [ 63 ] |
| Egyesült Államok | 2024. szeptember 27. | CD vinyl                     | Interscope | [ 64 ] |
| Világszerte      | 2024. október 11.    | CD vinyl                     | Interscope | [ 65 ] |
| Ausztrália       | 2024. november 1.    | CD vinyl                     | Universal  | [ 66 ] |

## Lásd még
- Joker: Folie à Deux (filmzene)

## Fordítás
Ez a szócikk részben vagy egészben  a   Harlequin (Lady Gaga album) című angol Wikipédia-szócikk fordításán alapul.  Az eredeti cikk szerkesztőit annak laptörténete sorolja fel. Ez a jelzés csupán a megfogalmazás eredetét és a szerzői jogokat jelzi, nem szolgál a cikkben szereplő információk forrásmegjelöléseként.